# Kristin Skaslien
Kristin Moen Skaslien, coniugata Nedregotten (Trondheim, 18 gennaio 1986), è una giocatrice di curling norvegese.

## Carriera
Nel 2018 ha vinto la medaglia di bronzo nel torneo misto ai Giochi olimpici di Pyeongchang, in seguito alla squalifica della squadra russa; alle Olimpiadi di Pechino 2022 ha invece terminato il torneo al secondo posto, sconfitta in finale dagli italiani Stefania Constantini e Amos Mosaner. In entrambe le occasioni ha gareggiato con il marito Magnus Nedregotten.

## Palmarès

### Olimpiadi
- Argento a Pechino 2022;
- Bronzo a Pyeongchang 2018;

### Mondiali
- Argento a Sandviken 2023;

### Mondiali misti
- Argento ad Aberdeen 2021;
- Bronzo a Soči 2015;
- Bronzo a Östersund 2024;

### Europei
- Bronzo a Aberdeen 2023;

### Campionati europei misti
- Argento a Tårnby 2014.